# Казінос
Казінос, Касінос (валенс. Casinos, ісп. Casinos) — муніципалітет в Іспанії, у складі автономної спільноти Валенсія, у провінції Валенсія. Населення — 2593 особи (2010).

## Географія
Муніципалітет розташований на відстані близько 270 км на схід від Мадрида, 37 км на північний захід від Валенсії.

## Демографія
Динаміка населення (INE ):

## Галерея зображень

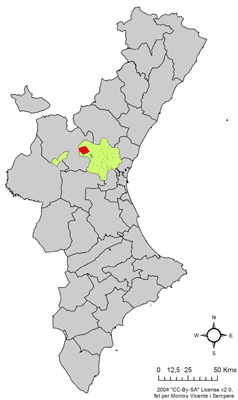
Розташування муніципалітету у автономній спільноті Валенсія
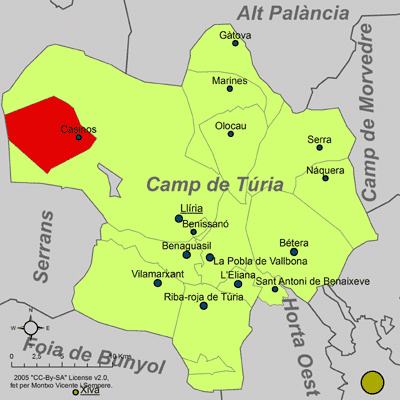
Розташування муніципалітету Казінос у комарці Кампо-де-Турія